# Карбаиново
Карбаиново — деревня в Тюкалинском районе Омской области России. Входит в состав Старосолдатского сельского поселения.

## География
Расположено в лесостепной зоне Ишимской равнины, относящейся к Западно-Сибирской равнине, на востоке Тюкалинского района, у р. Оша (левого притока Иртыша).
Улица одна — Центральная.

## История
Основана в 1820 г..
В 1928 году центр Карбаиновского сельсовета Тюкалинского района Омского округа Сибирского края.

## Население
| 1926 | 2010 |
| ---- | ---- |
| 946  | ↘87  |

### Гендерный состав
По данным Всероссийской переписи населения 2010 года в гендерной структуре населения из 87 человек мужчин — 49, женщин — 38 (56,3 и 43,7 % соответственно).

### Национальный состав
В 1928 г. основное население — русские.
Согласно результатам переписи 2002 года, в национальной структуре населения русские составляли 94 % от общей численности населения в 164 чел..

## Инфраструктура
Личное подсобное хозяйство. В 1928 году состояла из 178 хозяйств.
Основа экономики — сельское хозяйство.

## Транспорт
Деревня доступна автотранспортом. Примерно в километре к северу проходит дорога регионального значения 52 К-34 «Старосолдатское — Колосовка» (идентификационный номер 52 ОП РЗ К-34).